# Tehniška fakulteta v Mariboru
Tehniška fakulteta v Mariboru je nekdanja fakulteta, ki je bila članica Univerze v Mariboru. 

## Zgodovina
Fakulteta je bila ustanovljena leta 1985 s preoblikovanjem dotedanje Visoke tehniške šole v Mariboru.
Leta 1984 je fakulteta pričela izvajati interdisciplinarni študij (skupaj s Ekonomsko-poslovno fakultete) gospodarskega inženirstva za področje elektrotehnike.
Fakulteta je s takšnim imenom delovala do 1. januarja 1995, ko se je razdelila na štiri novoustanovljene fakultete:
- Fakulteta za elektrotehniko, računalništvo in informatiko v Mariboru,
- Fakulteta za gradbeništvo v Mariboru,
- Fakulteta za kemijo in kemijsko tehnologijo v Mariboru in
- Fakulteta za strojništvo v Mariboru.